# Romano d’Ezzelino
Romano d’Ezzelino ist eine norditalienische Gemeinde (comune) mit 14.216 Einwohnern (Stand 31. Dezember 2023) in der Provinz Vicenza in Venetien.

## Geografie
Romano d’Ezzelino grenzt an die Provinz Treviso.
Zu den Ortsteilen (frazioni) gehören Fellette, Sacro Cuore und San Giacomo.

## Geschichte
Der Ort ist nach Ezzelino III. da Romano benannt, einem ghibellinischen Feudalherrn des beginnenden 13. Jahrhunderts in der Mark Treviso.

## Töchter und Söhne der Gemeinde
- Cristiano Citton (* 1974), Radrennfahrer

## Verkehr
Der Ort nahe der Brenta wird von der Strada Statale 47 umquert. Der nächste Bahnhof findet sich in Bassano del Grappa.

## Partnergemeinden
Flintbek in Schleswig-Holstein ist seit 1985 Partnergemeinde von Romano d’Ezzelino.